# Lois Gibbs
Lois Marie Gibbs (25 de junio de 1951) es una activista medioambiental estadounidense. Lois Gibbs, organizadora principal de la Asociación de propietarios de viviendas de Love Canal, atrajo la atención del público sobre la crisis ambiental en Love Canal. Sus acciones resultaron en la evacuación de más de 800 familias. Fundó la organización sin fines de lucro, Clearinghouse for Hazardous Waste en 1981, para ayudar a capacitar y apoyar a los activistas locales con su trabajo ambiental. Continúa trabajando con la organización, rebautizada como Center for Health, Environment, and Justice (CHEJ).

## Trayectoria
La participación de Gibbs en las causas ambientales comenzó en 1978 cuando descubrió que la escuela primaria de su hijo de 5 años en Niagara Falls, Nueva York, estaba construida sobre un vertedero de desechos tóxicos. La historia completa fue informada y descubierta por el reportero de Niagara Gazette Michael H. Brown, así como por Calspan, un grupo de investigación privado que descubrió la filtración química en Love Canal. La investigación posterior reveló que todo su vecindario, Love Canal, se había construido encima de este vertedero. Sin experiencia previa en activismo comunitario, Gibbs organizó a sus vecinos y formó la Asociación de Propietarios de Love Canal. Gibbs creó una petición y se acercó a los residentes de su vecindario yendo de puerta en puerta para obtener apoyo. Los esfuerzos de Gibbs centraron su papel de madre luchando por proteger la salud de sus hijos. Lideró a su comunidad en una batalla contra los gobiernos local, estatal y federal al presentar las firmas al Departamento de Salud del Estado de Nueva York. Después de años de lucha, 833 familias fueron finalmente evacuadas y comenzó la limpieza de Love Canal. La cobertura de la prensa nacional convirtió a Lois Gibbs en un nombre familiar. Además, el presidente Jimmy Carter mencionó a Gibbs como el líder de base clave en el movimiento Love Canal durante 1980. 
Sus esfuerzos también llevaron a la creación de la Ley de Respuesta, Compensación y Responsabilidad Ambiental Integral de la Agencia de Protección Ambiental de EE. UU., o Superfondo, que se utiliza para localizar y limpiar sitios de desechos tóxicos en todo Estados Unidos.
En 1980, Gibbs formó Citizens' Clearinghouse for Hazardous Waste, posteriormente renombrada como Center for Health, Environment and Justice (CHEJ) en 1998, donde actualmente trabaja como directora ejecutiva. CHEJ es un centro de crisis ambiental de base que brinda información, recursos, asistencia técnica y capacitación a grupos comunitarios en todo el país. CHEJ busca formar organizaciones locales sólidas para proteger a los vecindarios de la exposición a desechos peligrosos.
Gibbs es autora de varios libros sobre la historia de Love Canal y los efectos de los desechos tóxicos. El primero y más citado es Love Canal. My story, escritaocon Murray Levine y publicado en 1982. Su historia fue dramatizada en la película de 1982 hecha para televisión Lois Gibbs: the Love Canal Story, en la que Marsha Mason la interpretó.

## Reconocimientos
- Recibió el Premio Ambiental Goldman 1990
- El quinto premio anual Heinz de Medio ambiente (1999) (1999)[5]
- Nominada al Premio Nobel de la Paz en 2003[6]
- Galardonada con un título honorífico de Haverford College por su trabajo como activista ambiental (2006)
- Recibió un título honorario, doctor en letras humanas, de Green Mountain College (2009)
- Recibió un título honorífico, doctor en derecho, de Medaille College  (2011)
- Recibió un título honorífico, doctor en servicio público, de la Universidad de Tufts (2013)

## Galería

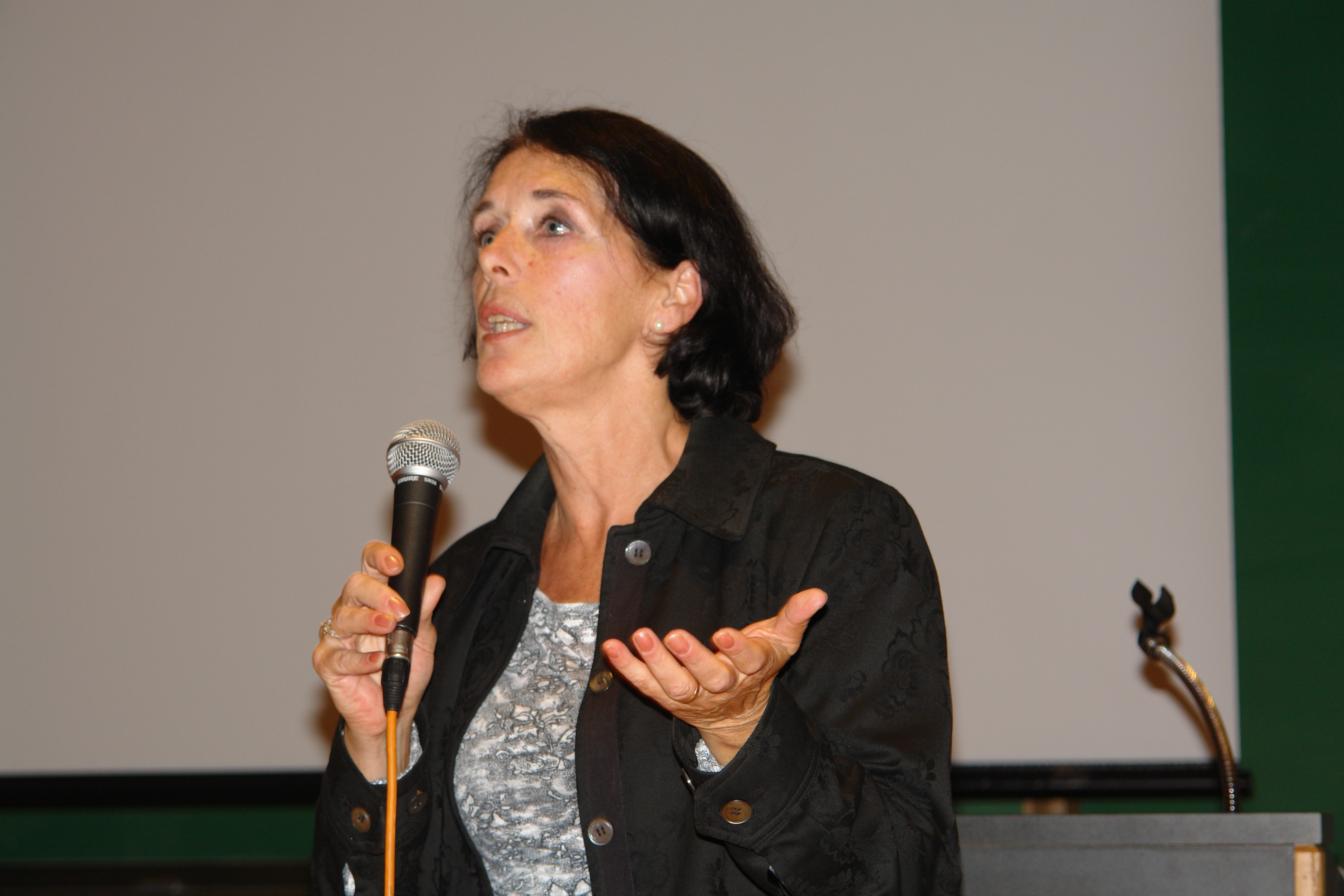
Lois Gibbs habla con grupos ambientalistas que intentan detener la minería de sulfuros cerca de Marquette, MI
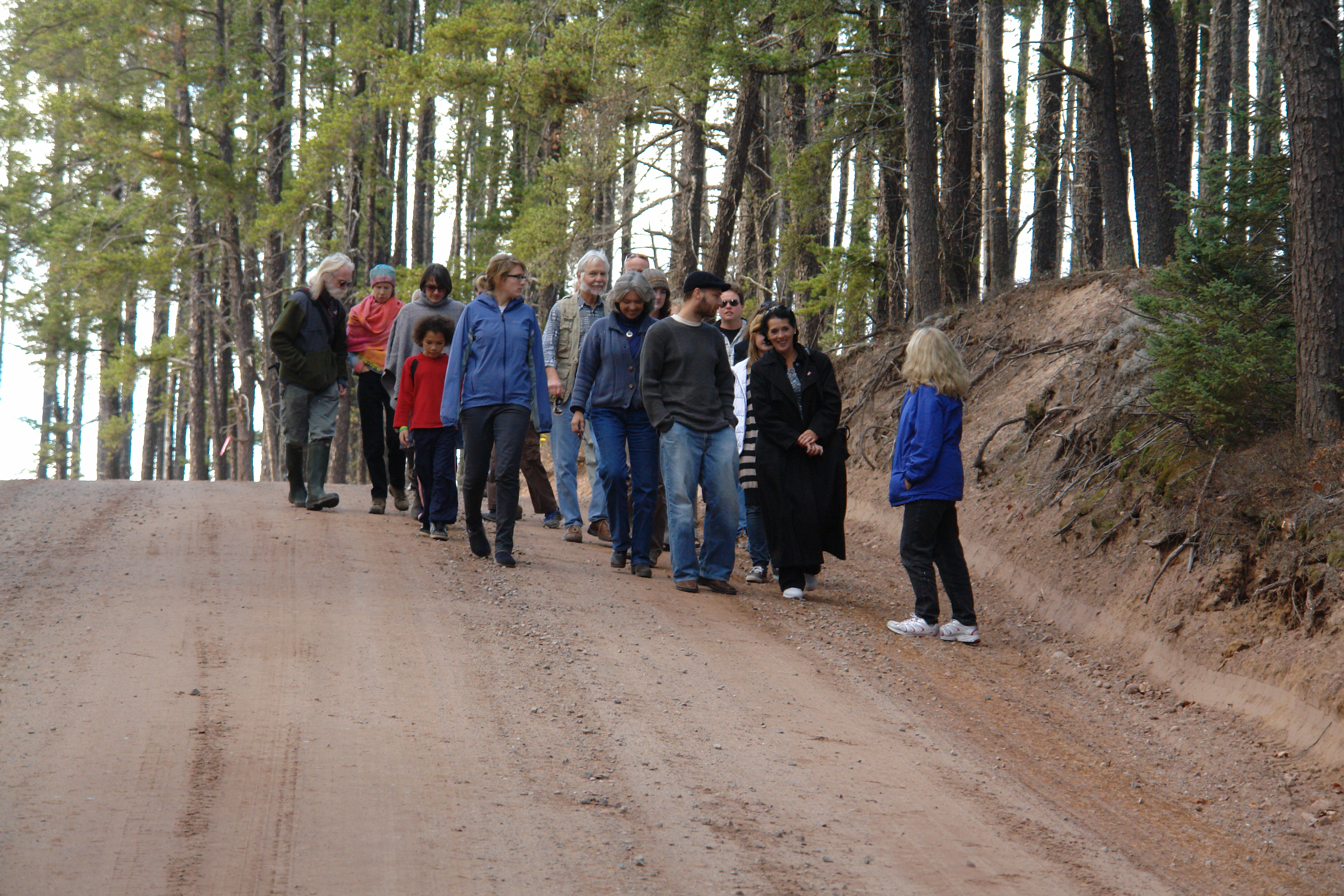
"Mother of the Superfund" Lois Gibbs lidera a los oponentes de la minería de sulfuro en una marcha hacia la entrada de la mina Kennecott Eagle Minerals cerca de Lake Superior y Big Bay, MI
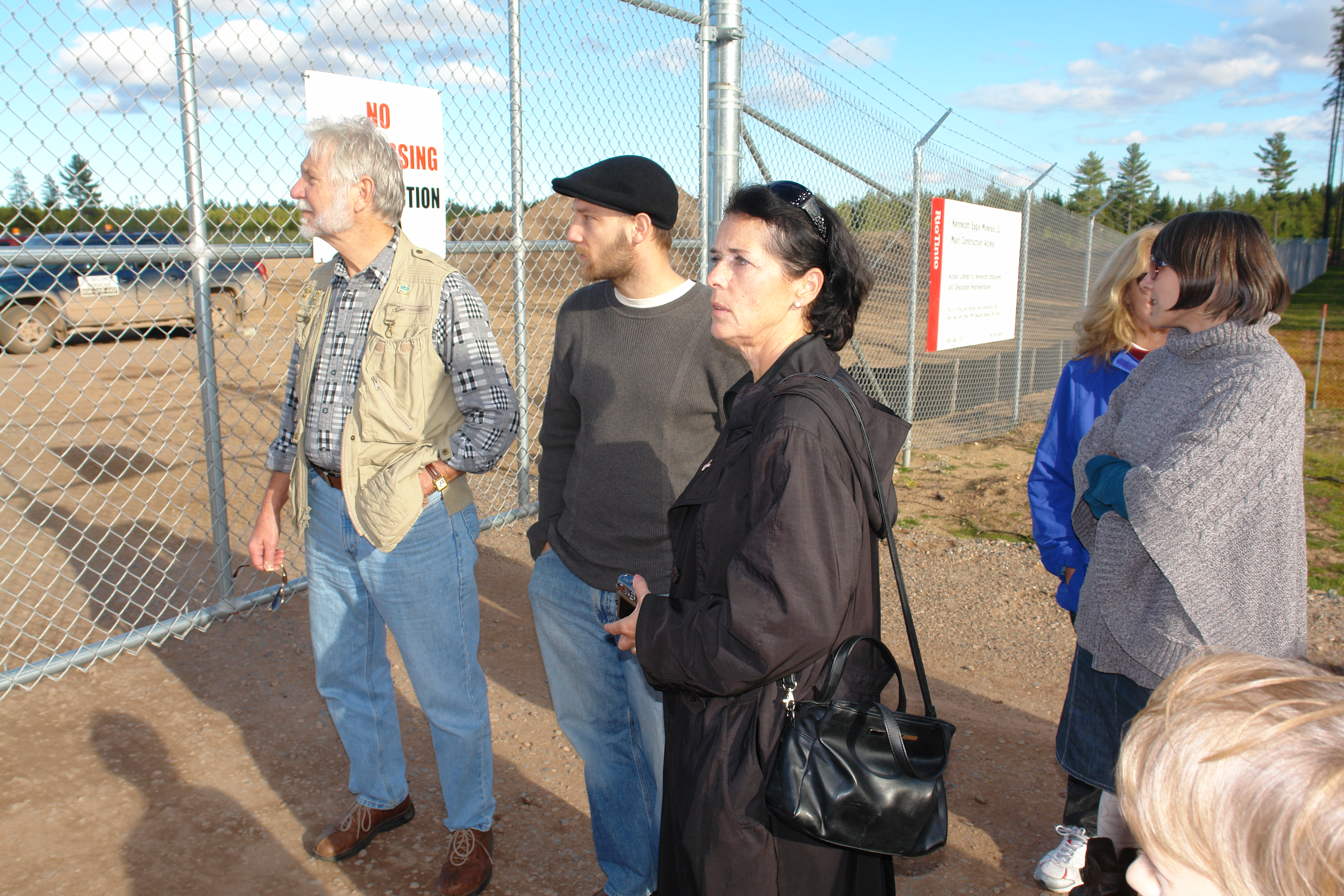
Lois Gibbs se encuentra en la entrada de la mina de sulfuro de Kennecott Minerals en construcción cerca del Lago Superior y Big Bay, MI
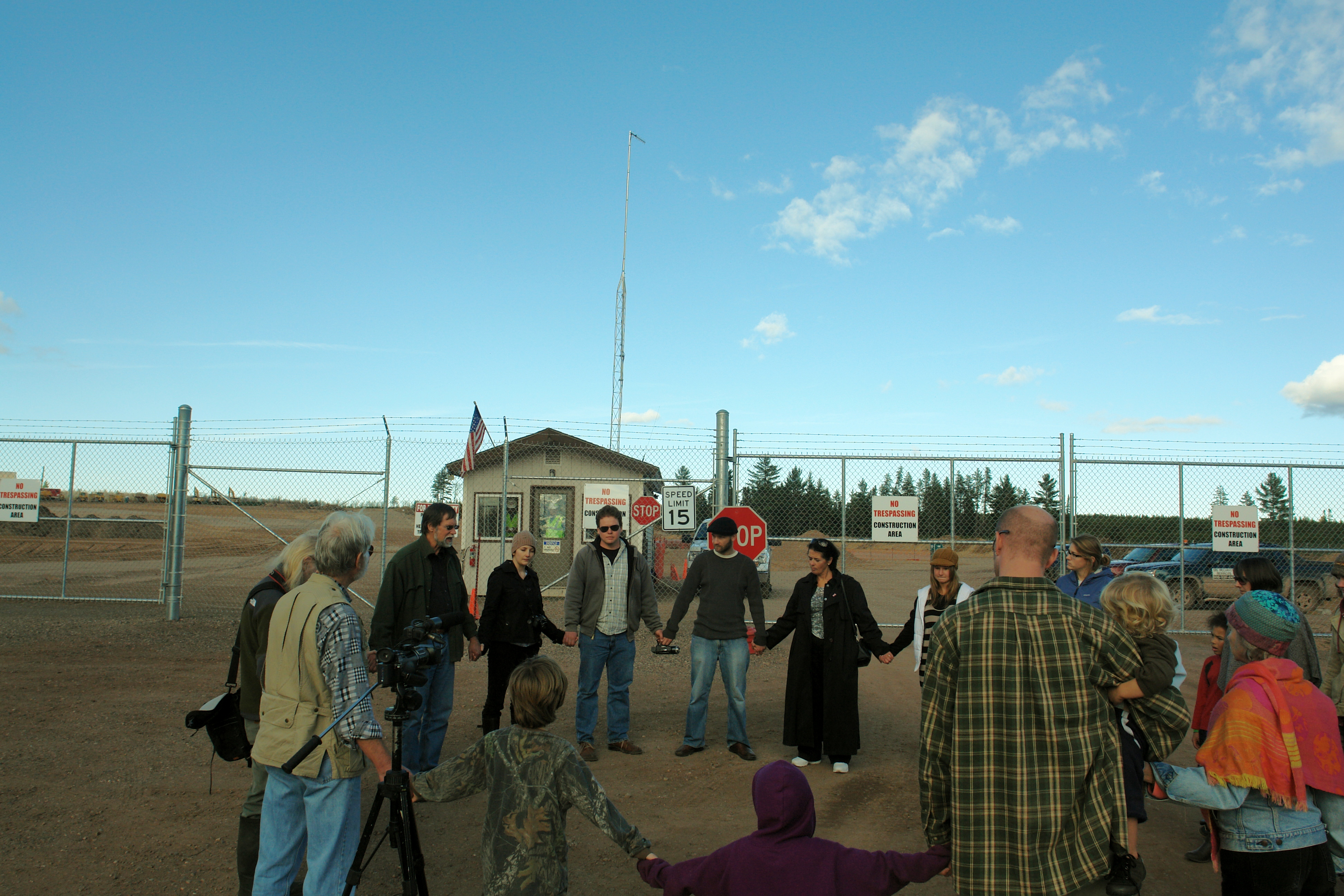
Lois Gibbs se une a un grupo de oponentes a la mina para cantar, orar y elaborar estrategias en la entrada de la mina de sulfuro de Kennecott Minerals que se está construyendo cerca del lago Superior cerca de Big Bay, MI.